# Breanäs
Breanäs är en ort i Östra Göinge kommun i Skåne län, belägen vid sjön Immelns västra strand.
I Breanäs ligger sedan början av 1970-talet Breanäs konferenshotell. Den äldsta byggnaden i anläggningen är från 1863 och inrymmer i dag restaurangen. Fram till slutet av 1940-talet var Breanäs en stor gård som då köptes av Skogsvårdsstyrelsen. De startade yrkesutbildning i internatform som sedan fortsatte till 1971 då utbildningen flyttades och en satsning på att utveckla Breanäs till kurs- och konferensanläggning inleddes, som utökades under senare delen av 1970-talet. 1982 fattades beslut från statens sida att myndigheter inte fick fortsätta med denna sorts verksamhet. Anläggningen såldes i sin helhet till kommunerna som senare sålde till en privatperson. 
Breanäs strövområde och tre naturreservat finns i området: Sporrakulla, Dalshult och Grävlingabackarna. Sporakulla är ett av EU:s Natura 2000-område.